# Fortunato Maycotte
General Fortunato Maycotte Camero fue un militar mexicano que participó en la Revolución mexicana. 
Nació en Progreso, Coahuila, el 26 de octubre de 1891, y bautizado siete meses después, siendo hijo de don Apuleyo Maycotte y de Juana Camero. Se afilió al maderismo en 1910, no destacando en la lucha maderista y retirándose con sus tropas a la caída de Porfirio Díaz.

## Constitucionalismo
En 1913 se sumó a las filas constitucionalistas, alcanzando el grado de General de División por riguroso escalafón. Estuvo representado en la Convención de Aguascalientes en octubre de 1914 por Juan Hernández. Fiel a Venustiano Carranza, se destacó en la lucha contra Pancho Villa en 1915. Del 26 de junio de 1916 al 15 de octubre del mismo año fue gobernador de Durango. Fue jefe de operaciones en varios combates y estados.

## Plan de Agua Prieta
En 1920 se sublevó contra Venustiano Carranza, adhiriéndose en Chilpancingo, Guerrero a su exjefe Álvaro Obregón, que iba de huida y al Plan de Agua Prieta:

Al ver al Jefe de Operaciones Militares, Fortunato Maycotte —su antiguo lugarteniente en la Batalla de Celaya—, Obregón se cuadra y dice: "Soy su prisionero", pero Maycotte le responde: "No: usted es mi comandante".

En 1923 se sublevó a favor de Adolfo de la Huerta; después de haber sostenido combate en la Batalla de Palo Blanco, fue capturado en los límites de Oaxaca y Guerrero, llevado a San Pedro Pochutla, donde fue juzgado de forma sumarísima y fusilado el 13 de mayo de 1924.